# Лаодіка VI
Лаодіка VI (дав.-гр. Λαοδίκη / Laodíkē; друга половина II до н. е., Померла в  115 —  113 році до н. е.) —  Селевкідська принцеса і правителька  Понтійського царства.

## Біографія

### Сім'я
Лаодіка народилася в шлюбі між найближчими родичами: братом і сестрою. Її батьком був правитель селевкідської держави Антіох IV Епіфан, а матір'ю — Лаодіка IV. Так як цей шлюб був не першим для її матері, то Лаодіка мала численну рідню, і в майбутньому двоє її родичів побували на престолі Епіфана — її рідний брат Антіох V Евпатор і кузен Деметрій I Сотер, який став царем після вбивства Антіоха V. Коли в  152 році до н. е. в царстві з'явився самозванець з міста Кізік  Александр Балас, котрий розмовляв про те, що його батьком був Антіох IV, то Лаодіка VI підтримала його в боротьбі з братовбивцею. Гераклід, брат  Тімарха колишній скарбник Антіоха IV Епіфана, вигнаний з Сирії Деметрієм I Сотером , в  153 р. до н. е. е. привів Александра Баласа разом з Лаодікой VI в  Рим, щоб забезпечити їм в  сенаті підтримку для претензії на трон проти Деметрія I Сотера . Поїздка виявилася вдалою для Александра Баласа і Лаодіки VI. Претензії на престол були визнані Римським Сенатом , Птолемеєм VI Філометором та ін. Їм було дозволено, як дітям союзника римлян за рішенням Сенату повернутися додому з військовою підтримкою. 

### Шлюб
Після своєї перемоги Александр видав Лаодіку за понтійського царя  Мітрідата V Евергета, який правив в  150 —  120 роках до н. е. За час шлюбу вона народила сімох дітей:  Лаодіку Каппадокійську,  Мітрідата VI Евпатора,  Мітрідата Хреста,  Лаодіку, Нісу, Роксану і Статіру. Три вищезгаданих сестри загинули після захоплення Понту  Гнеєм Помпеєм в  63 році до н. е.

### Правління
Мітрідат V Евергет був убитий (отруєний) в  120 році до н. е. на бенкеті у власній столиці — місті Сінопа . У своєму заповіті він вказав на своїх двох синів як майбутніх царів Понта. Але так як вони були неповнолітніми, Лаодіка управляла країною як регент у період з 120 по 113 рік до н. е.
Її фаворитом був молодший син Мітрідат Хрест. Побоюючись за своє життя, Мітрідат Евпатор втік в Малу Вірменію, чий правитель Антипатр прийняв його під своє заступництво і в підсумку заповів власні володіння. За цей час його мати стала вірним союзником Римської республіки, і віддала їм Велику Фригію.
Між  116 — 113 роками до н. е. Мітрідат Евпатор повернувся в Понт, і проголосив себе царем. Він залишив в живих свою матір і брата. Лаодіка VI загинула у в'язниці насильницькою смертю  , або була отруєна  , або померла в в'язниці від природних причин. Хрест в 113 році до н. е. був убитий за участь в змові проти нового державця. Після їх загибелі Мітрідат VI Евпатор влаштував для них царські похорони .